# Torben Goldin
Torben Nøies Goldin (født 25. oktober 1948 i København) er en (nu pensioneret) dansk retspræsident.
Goldin er søn af vekselerer Herman Goldin (død 1996) og hustru Elly født Nøies (død 2001). Han blev student 1967 fra Aurehøj Statsgymnasium og cand.jur. fra Københavns Universitet 1973 og blev dernæst dommerfuldmægtig i Næstved og Hørsholm. Goldin har tidligere blandt andet arbejdet ved EU-Domstolen i Luxembourg. Han har også i 2004 med støtte fra DANIDA virket som rådgiver ved Højesteret i Mozambique. Han var blandt undersøgelsesdommerne i Tamilsagen. Fra 2007 til 2017 var han retspræsident ved Retten på Frederiksberg, hvor han kom fra dommerembeder ved Retten i Lyngby, Retten i Gentofte og Københavns Byret.  Goldin har ofte blandet sig i debatten om grænsen mellem lovgivende og dømmende magt.
Goldin er Kommandør af Dannebrogordenen.
Han har siden 19. december 1971 været gift med Annette Goldin. De har sammen to sønner, Michel ( f. 1974) og Marcel (f. 1977). 
Goldin er også kendt - bl.a. fra en række internationale sites - som en habil keyboardspiller/akkompagnatør.